# Luizia zebrina
Luizia zebrina is een slakkensoort uit de familie van de Pseudolividae. De wetenschappelijke naam van de soort is voor het eerst geldig gepubliceerd in 1855 door A. Adams.